# Vandana Shiva
Vandana Shiva (sinh ngày 5 tháng 11 năm 1952) là một học giả, nhà hoạt động môi trường, nhà hoạt động ủng hộ chủ quyền lương thực, và tác giả viết về thay đổi toàn cầu hóa. Shiva, hiện tại đang sống ở Delhi, và là tác giả hơn 20 đầu sách.
Bà là một trong những lãnh đạo và hội đồng quản trị  của Diễn đàn thế giới về toàn cầu hóa (International Forum on Globalization) (cùng với Jerry Mander, Edward Goldsmith, Ralph Nader, Jeremy Rifkin) và là thành viên chủ chốt của phong trào liên kết toàn cầu hay còn gọi là thay đổi toàn cầu hóa (alter-globalization movement).
Bà cũng là người đấu tranh cho việc sử dụng các phương thức truyền thống. Cuốn sách Vedic Ecology (viết bởi Ranchor Prime) là minh chứng cho điều này. Cuốn sách liệt kê hoàng loạt các di sản Vedic của Ấn Độ. Bà cũng là thành viên hội đồng khoa học của IDEAS Foundation for progress (một tổ chức Tây Ban Nha nghiên cứu các ý tưởng và đề xuất chính trị cho Đảng công nhân xã hội Tây Ban Nha). Bà cũng là thành viên của tổ chức quốc tế xã hội công bằng (International Organization for a Participatory Society). Năm 1993, bà nhận giải thưởng Right Livelihood Award, một giải thưởng danh giá có thể xem như giải Nobel trong lĩnh vực này.

## Tuổi trẻ và học vấn

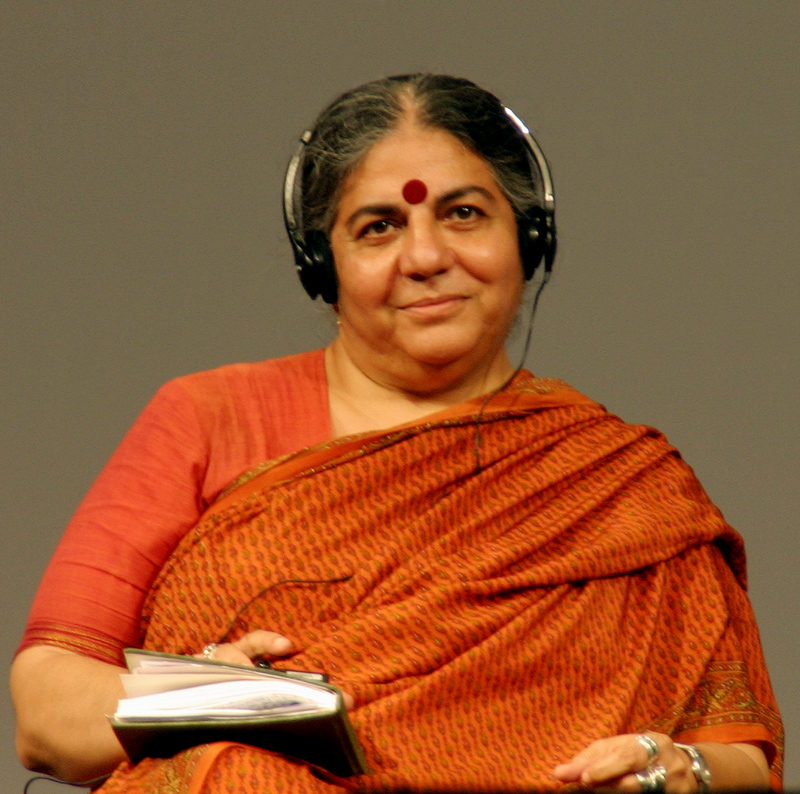
Vandana Shiva tại Köln năm 2007

Vandana Shiva sinh ra ở Dehradun. Bố là người bảo vệ rừng, mẹ là nông dân và một người yêu thích tự nhiên. Bà học tại trường St Mary ở Nainital, và  Convent of Jesus and Mary, Dehradun.
Shiva học Vật lý tại đa học Panjab ở Chandigarh. Bà tốt nghiệp bằng cử nhân khoa học năm 1972 và lấy bằng cao học khoa học năm 1974. Sau đó bà làm việc ở trung tâm nghiên cứu Bhabha Atomic, sau đó chuyển đến Canada để học thạc sĩ ngành triết học khoa học tại đại học Guelph (Ontario) năm 1977. Luận văn thạc sĩ của bà là "Thay đổi trong khái niệm tuần hoàn ánh sáng".
Năm 1978, bà hoàn thành và nhận bằng tiến sỹ triết học tại đại hhojcWestern Ontario, về triết học vật lý. Luận văn tiến sỹ của bà là "Các biến ẩn và địa phương trong thuyết lượng tử", trong đó bà thảo luận về mối liên hệ giữa lý thuyết các biến ẩn, những biến không được nhắn đến trong định lý Bell. Sau đó bà tiến hành các nghiên cứu liên ngành trong khoa học, kỹ thuật và chính sách môi trường tại Viện khoa học Ấn Độ (Indian Institute of Science) và Viện Quản lý Ấn Độ ở Bangalore.

## Sự nghiệp
Vandana Shiva viết và nói rất nhiều về tiến bộ ở các lĩnh vực khác nhau của ngành nông nghiệp và thực phẩm. Quyền sở hữu trí tuệ, đa dạng sinh học, công nghệ sinh học, đạo đức sinh học, và kỹ thuật di truyền là các lĩnh vực mà Shiva nhắc đến và đấu tranh nhiều nhất thông qua các chiến dịch. Bà cũng hỗ trợ các tổ chức tiền phương của Chiến dịch Xanh (Green Movement) tại châu Phi, châu Á, châu Mỹ La tinh, Ireland, Thụy Sĩ và Áo với các chiến dịch chống lại việc phát triển nông nghiệp thông qua kỹ thuật cấy ghép gen.
Năm 1982, bà thành lập Quỹ nghiên cứu khoa học, kỹ thuật và sinh thái học. Việc thành lập là tiền đề để Navdanya, ra đời năm 1991, một chiến dịch ở phạm vị quốc gia nhằm bảo vệ đa dạng sinh học và tính vẹn toàn của các nguồn sống, đặc biệt là các hạt giống tự nhiên, khuyến khích canh tác hữu cơ và thương mại công bằng.  Navdanya, dịch ra thành "Chín hạt" hay "Món quà mới" là một dự án của RFSTE để giáo dục người dân về lợi ích của việc bảo tồn đa dạng sinh học, cá nhân hóa cây trồng hơn là sử dụng các kỹ thuật của các nhà sản xuất thực phẩm đọc canh. Dự án này đã xây dựng 40 ngân hàng cây giống khắp các địa phương ở Ấn Độ để hỗ trợ nông nghiệp đa dạng. Năm 2004, Shiva phối hợp với đại học Schumacher của Anh, bắt ầu xây dựng Bija Vidyapeeth, một trường đại học quốc tế về cuộc sống bền vững ở Doo Valley.
Ở lĩnh vực quyền sở hữu trí tuệ và đa dạng sinh học, Shiva và nhóm của bà tại Quỹ nghiên cứu khoa học, kỹ thuật và sinh thái học đã cđhống lại việc áp bằng sáng chế đối với cây neem (tên một loại cây lấy dầu), basmati (một loại lúa) và lúa mỳ. Bà cũng làm việc trong nhóm chuyên gia của chính phủ về quy định pháp lý đối với đa dạng sinh học và đăng ký bản quyền.
Shiva thành lập Navdanya, hay được dịch ra tiếng Anh là "9 hạt giống" hay "món quà mới", một dự án của RFSTE để giáo dục người nông dân về lợi ích của việc duy trì đa dạng sinh thái và cá nhân hóa các cây trồng hơn là sử dụng các hình thức độc canh từ các nhà sản xuất thực phẩm công nghiệp. Dự án thành lập hơn 40 ngân hàng hạt giống trên khắp Ấn Độ để hỗ trợ các địa phương bảo tồn đa dạng hóa sinh học.

## Hoạt động phong trào
Vandana Shiva dành phần lớn cuộc đời để đấu tranh và bảo vệ đa dang sih học cũng như các kiến thức của người xưa. Bà làm việc để khuyến khích và quảng bá đa dạng sinh học trong nông nghiệp nhằm tăng năng suất, dinh dưỡng và thu nhập cho người nông dân. Vì những đóng góp đó, bà được công nhận là "Anh hùng môi trường" do tạp chí Time bầu chọn năm 2003. Công việc của bà trong ngành nông nghiệp bắt đầu từ năm 1984 sau vụ bạo lực ở Punjab và rò rỉ khí ga ở Bhopal từ nhà máy sản xuất thuốc trừ sâu Union Carbide. Các nghiên cứu của bà cho các trường đại học được tập hợp trong cuốn "Bạo lực của cách mạng Xanh".
Trong một cuộc phỏng vấn với David Barsamian, Shiva đã tranh luận rằng các gói hạt hóa chất được sử dụng trong Cách mạng xanh đã làm cạn kiệt dinh dưỡng của đất, phá hoại hệ sinh thái sống và ảnh hưởng tiêu cực đến sức khỏe con người. Trong các công trình của mình, Shiva đã chỉ ra các dữ liệu cho thấy rằng 1400 loại thuốc trừ sâu đã xâm nhập vài hệ thống thực phẩm khắp thế giới, nguyên nhân là chỉ 1% thuôc trừ sâu thực sự diệt trì các loại côn trùng. Vandana Shiva, cùng với chị/em gái của bà kà tiến sỹ Mira Shiva đã chỉ ra việc sử dụng thuốc trừ sau và phân bón hóa học làm tăng nguy cơ các bệnh ung thư, thân và các bệnh về tim.

### Hạt giống miễn phí
Điểm chính nhất trong các quan điểm của Shiva là việc hạt giống cần được sử dụng rộng rãi và miễn phí thay vì một công ty hay tổ chức nào đó nắm giữ bằng sáng chế. Bà đã thực hiện chiến dịch chống lại quy định của tổ chức thương mại thế giới WTO về Quyền sở hữu trí tuệ (TRIPS).Luật này cho phép mở rộng quyền sở hữu bằng sáng chế ở nhiều sản phẩm bao gồm các sinh vật, thực vật sống. Shiva chỉ trích các quy định này chỉ mang lại lợi ích cho các công ty và tạo tiền đề cho việc bằng sáng chế được áp dụng cho các hình thức khác nhau của cuộc sống con người sau này. Shiva gọi các quyền sở hữu sáng chế này là "hủy diệt sinh học" và đấu tranh chống lại việc sở hữu  bằng sáng chế đối với một số cây trồng nguyên thủy như loại gạo basmati của Ấn Độ.  Năm 2005, Shiva là một trong ba tổ chức đã dành thắng lợi trong cuộc chiến 10 năm ròng chống lại Ủy ban sáng chế châu Âu trong việc áp đặt các quy định về bằng sáng chế đối với cây Neem do Bộ Nông nghiệp Hoa Kỳ tạo ra và công ty WR Grace nắm giữ. Năm 1998, Tổ chức Navdanya của Shiva bắt đầu chính dịch phản đối áp bằng sáng chế lên cây basmati (một loại lúa của Ấn) do công ty RiceTec nắm giữ. Năm 2001, trước phản ứng dữ dội của chiến dịch, Ricetec mất phần lớn bằng sáng chế.

### Hạt lúa vàng
Shiva cực kỳ phản đối "lúa vàng", một giống lúa biến đổi gen để tổng hợp beta-carotene, một dạng thức của Vitamin A. Giống lúa này có khả năng hỗ trợ việc thiếu hụt vitamin A ở 1/3 trẻ em dưới tuổi đi học trên khắp thế giới. Bác sĩ Adrian Dubock cho rằng lúa vàng có giả rẻ như các loại lúa thường khác và việc thiếu hụt vitamin A là nguyên nhân chủ yếu khiến trẻ em dưới tuổi đến trường bị mù, và là nguyên nhân tử vong của 28% trẻ em trên thế giới trong độ tuổi này. Shiva phản đối dựa trên lập luận rằng phụ nữ ở Bengal trồng và ăn 150 loại rau và những loại rau này có thể cung cấp lượng vitamin A tương đương, mặc dù Patrick Moore đề xuất rằng khoảng 250 triệu trẻ em không có gì khác để ăn ngoài một bát cơm mỗi ngày.
Shiva cho rằng Lúa vàng không tốt và thậm chí còn nguy hại hơn lợi ích mà nó mang lại. Bà giải thích điều này trong một thuật ngữ mà bà gọi là "Bẫy lúa vàng": "Không may mắn thay, lúa có chứa vitamin A là một cái bẫy, một trò lừa bịp và sẽ dẫn đến nhiều tranh cãi trong tương lại cho việc trồng các loại cây biến đổi gen nơi mà các mối quan công chúng đã thay thế khoa học để quảng bá và áp dụng các công nghệ chưa được kiểm chúng, chưa được thử nghiệm và không cần thiết. Đây là công thức để tạo nên nạ đói và suy dinh dưỡng thay vì giải quyết các vấn đề này.
Trong báo cáo năm 2013 "Sức mạnh kinh tế của thời kỳ "không lúa vàng", hai nhà kinh tế Wesseler và Zilberman đến từ đại học Munich và đại học California ở Berkeley đã tính toán và đưa ra số liệu việc thiếu hụt "lúa vàng" ở Ấn Độ là nguyên nhân gây ra 1.4 triệu cái chết trong vòng 10 năm qua".

### Biến đổi gen, Ấn Độ và tự vẫn
Shiva cho rằng, việc hạt giống tăng giá chóng mặt đã đảy người dân vào nợ nần, phá sản và phải tự vẫn". Việc tạo ra độc quyền trong kiểm soát hạt giống, phá hủy các phương án thay thế, thu siêu lợi nhuận từ bản quyền và gia tăng tác hại của độc canh đã tạo ra một bối cảnh bất lợi cho người dân, bao gồm nợ nần, tự vẫn, và mệt mỏi. Theo số liệu thống kê của chính phủ Ấn Độ, gần 75% các khoản nợ ở nông thôn là do tiền đầu tư vào nguyên liệu đầu vào. Shiva khiếu nại rằng nông dân càng nợ, lợi nhuận cho các công ty thực phẩm biến đổi gen càng tăng. Cũng theo Shiva, theo logic này thì hạt giống biến đổi gen chính là thủ phạm.
Tuy nhiên, việc nông dân phá sản và tự vẫn đã bắt đầu tăng thậm chí còn trước khi hạt giống biến đổi gen (GM) ra đời và tốc độ tăng đã giảm xuống khi Gm ra đời. Viện nghiên cứu chính sách lương thực quốc tế (IFPRI) đã hai lần phân tích vấn đề này dựa trên các bài báo hàn lâm (chuyên môn) và các dữ liệu quốc gia và kết luận rằng các vụ tự vẫn là có giảm và không có bằng chứng chứng minh tốc độ này gia tăng trở lại, công nghệ biến đổi gen GM trên cây bông đã rất hiệu quả ở Ấn Độ và có rất nhiều nguyên nhân khác dẫn đến việc nông dân tự vẫn.
Shiva phản hồi lại luận điểm trên và lập luận của bà là nghiên cứu chỉ dựa vào GM ở cây bông mà không cân nhắ đến vấn đề ở các giống khác và rằng số liệu về các vụ tự vẫn do chính phủ cung cấp và có thể bị điều chỉnh.

## Chỉ trích
Nhà báo Ronald Bailey cáo buộc Vandana Shiva là người nổi loạn chống tương lai.
Nhà báo điều tra Michael Specter, trong một bài báo trên tờ The New Yorker đăng ngày 25 tháng 8 năm 2014 "Mầm mống nghi ngờ", nêu lên lo ngại về các cáo buộc của Shiva đối với công nghệ biến đổi gen và phương pháp thực hiện các chiến dịch của bà. Ông viết: "Phản ứng thái quá của Shiva đối với thực phẩm biến đổi gen có thể đưa bà đến những con đường lạ lẫm. Năm 1999, hàng ngàn người  chết và mất nhà của khi lốc xoáy tấn công bờ biển phía đông bang Orissa của Ấn Độ. Khi chính phủ Mỹ tài trợ ngũ cốc và đậu nành để giúp các nạn nhân, Shiva đã tổ chức một cuộc họp báo ở New Delhi và chỉ trích rằng chính phủ Mỹ đang xem người dân Orissa như những con lợn Guinea và cho ăn thực phầm biến đổi gen, mặc dù bà không đề cập đến việc nhiều sản phẩm biến đổi gen cũng được chấp thuận và tiêu dùng ở Mỹ. Bà còn viết thư cho tổ chức phi chính phủ Oxfam để nói rằng bà hi vọng tổ chức này đang không lên kế hoạch để gửi thực phẩm biến đổi gen để cứu trợ những người sống sót" Shiva phản hồi lại bài báo của Michael Specter bằng cách đăng bài trên website của bà, nói rằng: " Tôi viết lên đây để để lại bằng chứng, từ khi tôi khỏi kiện Monsanto năm 1999 vì đã thử nghiệm bông biến đổi gen trái phép ở Ấn Độ, tôi đã nhận được nhiều mời đe dọa tính mạng" và "Các cuộc tấn công trên phương tiện truyền thông có tổ chức nhằm vào tôi trong vòng hai năm qua từ LYnas, Specter và một nhóm người có cũng tiếng nói trên Twitter là dấu hiện cho thấy sự phẫn nộ toàn cầu chống lại việc kiểm soát thực phẩm và giống cây trồng của Monsanto thông qua thực phẩm biến đổi gen, và điều này làm giới công nghệ sinh học tức giận" Specter phản ứng lại bằng một lá thư khác trên The New Yorker.

## Phim
Vandana Shiva được phỏng vấn trong khá nhiều các bộ phim tài liệu bao gồm: Tự do ở phía trước Freedom Ahead, Roshni, One Water, Deconstructing supper: liệu thức ăn của bạn có an toàn?, The Corporation, Thrive, Dirt! The Movie, and This is what democracy lôks like (một bộ phim tài liệu về cuộc biểu tình chống WTO tại Seattle năm 1999).

### Danh sách một số bộ phim tiêu biểu
- Poverty Inc., 2014[37]
- The Farmer and His Prince, 2013[38]
- Creating Freedom: The Lottery of Birth, 2013[39]
- Seeds of Death: Unveiling the Lies of GMOs, 2012[40]
- Another Story of Progress, 2012[41]
- The True Cost, 2015, một bộ phim tài liệu về ngành may mặc và thời trang

## Ấn phẩm
- 1981, Social Economic and Ecological Impact of Social Forestry in Kolar, Vandana Shiva, H.C. Sharatchandra, J. Banyopadhyay, Indian Institute of Management Bangalore
- 1986, Chipko: India's Civilisational Response to the Forest Crisis, J. Bandopadhyay and Vandana Shiva, Indian National Trust for Art and Cultural Heritage. Pub. by INTACH
- 1987, The Chipko Movement Against Limestone Quarrying in Doon Valley, J. Bandopadhyay and Vandana Shiva, Lokayan Bulletin, 5: 3, 1987, pp. 19–25 online Lưu trữ ngày 18 tháng 4 năm 2016 tại Wayback Machine
- 1988, Staying Alive: Women, Ecology and Survival in India, Zed Press, New Delhi, ISBN 0-86232-823-3
- 1989, The Violence of the Green Revolution: Ecological degradation and political conflict in Punjab, Natraj Publishers, New Delhi, ISBN 0-86232-964-7 hb, ISBN 0-86232-965-5 pb
- 1991, Ecology and the Politics of Survival: Conflicts Over Natural Resources in India, Sage Publications, Thousand Oaks, California, ISBN 0-8039-9672-1
- 1992, Biodiversity: Social and Ecological Perspectives (editor); Zed Press, United Kingdom
- 1993, Women, Ecology and Health: Rebuilding Connections (editor), Dag Hammarskjöld Foundation and Kali for Women, New Delhi
- 1993, Monocultures of the Mind: Biodiversity, Biotechnology and Agriculture, Zed Press, New Delhi
- 1993, Ecofeminism, Maria Mies and Vandana Shiva, Fernwood Publications, Halifax, Nova Scotia, Canada, ISBN 1-895686-28-8
- 1994, Close to Home: Women Reconnect Ecology, Health and Development Worldwide, Earthscan, Luân Đôn, ISBN 0-86571-264-6
- 1995, Biopolitics (with Ingunn Moser), Zed Books, United Kingdom
- 1997, Biopiracy: the Plunder of Nature and Knowledge, South End Press, Cambridge Massachusetts, I ISBN 1-896357-11-3
- 2000, Stolen Harvest: The Hijacking of the Global Food Supply, South End Press, Cambridge Massachusetts, ISBN 0-89608-608-9
- 2000, Tomorrow's Biodiversity, Thames and Hudson, Luân Đôn, ISBN 0-500-28239-0
- 2001, Patents, Myths and Reality, Penguin India
- 2002, Water Wars; Privatization, Pollution, and Profit, South End Press, Cambridge Massachusetts
- 2005, India Divided, Seven Stories Press,
- 2005, Globalization's New Wars: Seed, Water and Life Forms Women Unlimited, New Delhi, ISBN 81-88965-17-0
- 2005, Earth Democracy; Justice, Sustainability, and Peace, South End Press, ISBN 0-89608-745-X
- 2007, Manifestos on the Future of Food and Seed, editor, South End Press ISBN 978-0-89608-777-4
- 2007, Democratizing Biology: Reinventing Biology from a Feminist, Ecological and Third World Perspective, author, Paradigm Publishers ISBN 978-1-59451-204-9
- 2007, Cargill and the Corporate Hijack of India's Food and Agriculture, Navdanya/RFSTE, New Delhi
- 2008, Soil Not Oil, South End Press ISBN 978-0-89608-782-8
- 2010, Staying Alive, South End Press ISBN 978-0-89608-793-4
- 2011, Biopiracy: The Plunder of Nature & Knowledge, Natraj Publishers, ISBN 978-8-18158-160-0
- 2011, Monocultures of the Mind: Perspectives on Biodiversity, Natraj Publishers, ISBN 978-8-18158-151-8
- 2013, Making Peace With The Earth Pluto Press Lưu trữ ngày 7 tháng 4 năm 2014 tại Wayback Machine ISBN 978-0-7453-33762